# Cão de Artois
O cão de Artois[Nota] (em francês:  Chien d'Artois) é um cão caçador cujos registros de exemplares semelhantes datam dos anos de 1 400, em pintura de Gaston Phébus de Foix, na qual é retratada uma matilha de cães com um d'Artois entre o grupo, encurralando um leopardo. Reconhecidamente um dos mais antigos sabujos franceses, é ainda apelidado de braquet (algo próximo a cão pequeno). Seu tamanho reduzido em relação aos da mesma categoria talvez tenha lhe assegurado a sobrevivência em meio a Revolução Francesa. Apesar dos cruzamentos realizados no século XIX que quase levou esta raça à extinção, ela vem, segundo estudos de veterinários e criadores, satisfatoriamente se restabelecendo. Fisicamente pode atingir os 24 kg e os 58 cm. Entre suas principais características estão suas orelhas longas, chatas e largas, e suas patas esguias, com dedos longos. De pelagem tricolor, possui o seu adestramento considerado variante entre o moderado e o difícil.